# Saxifraga aquatica
Saxifraga aquatica es una especie de planta  perteneciente a la familia Saxifragaceae. 

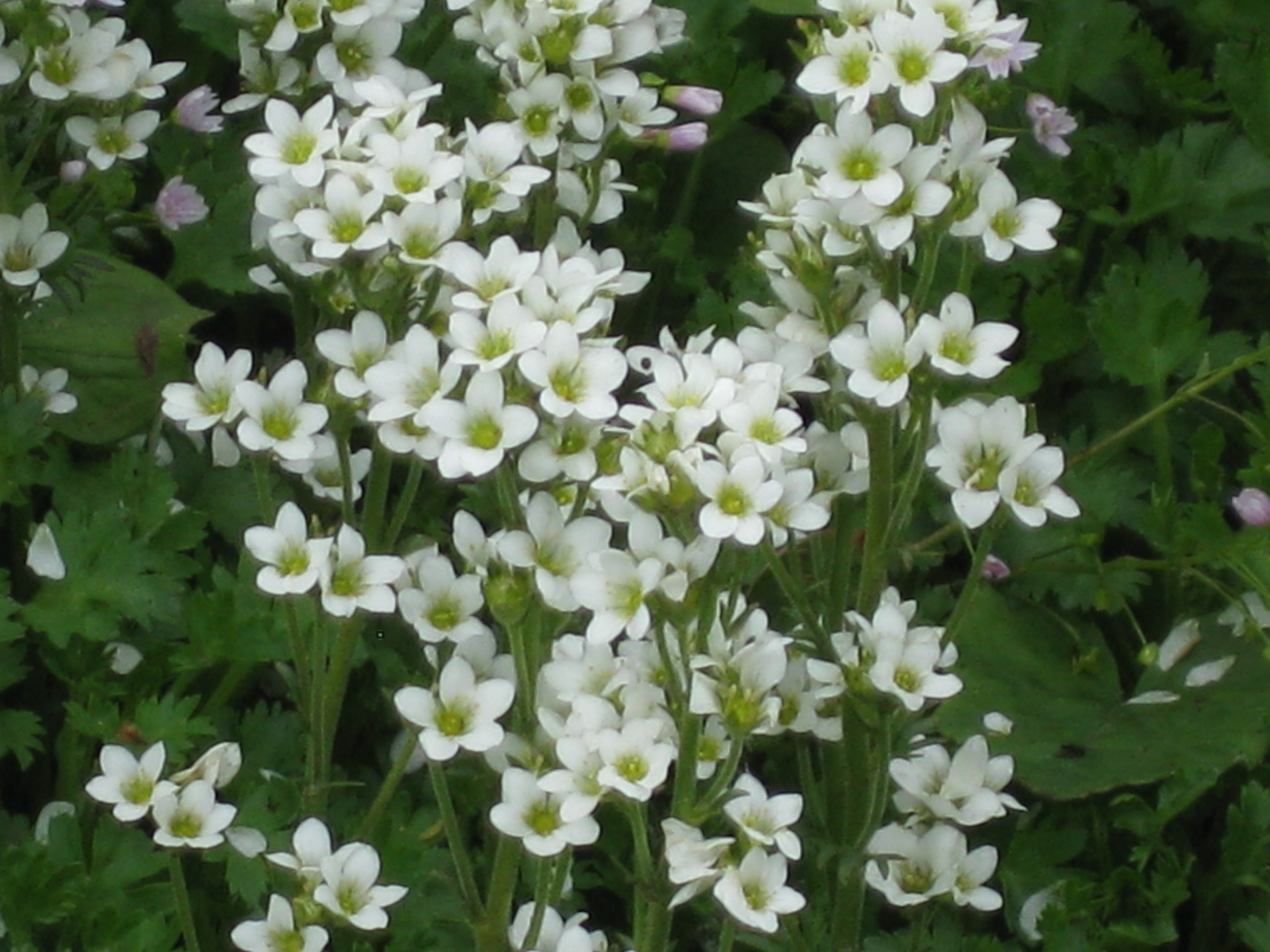
Inflorescencia

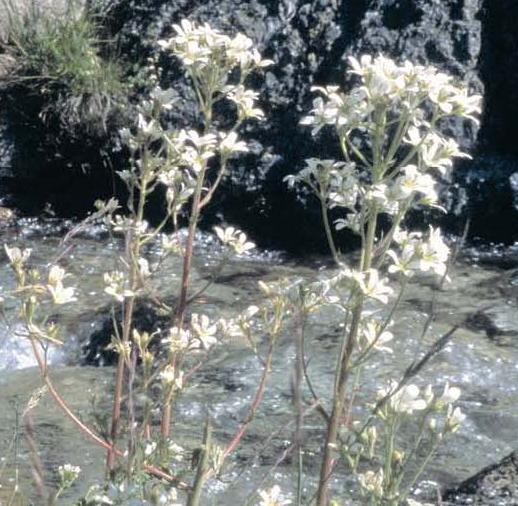
Detalle

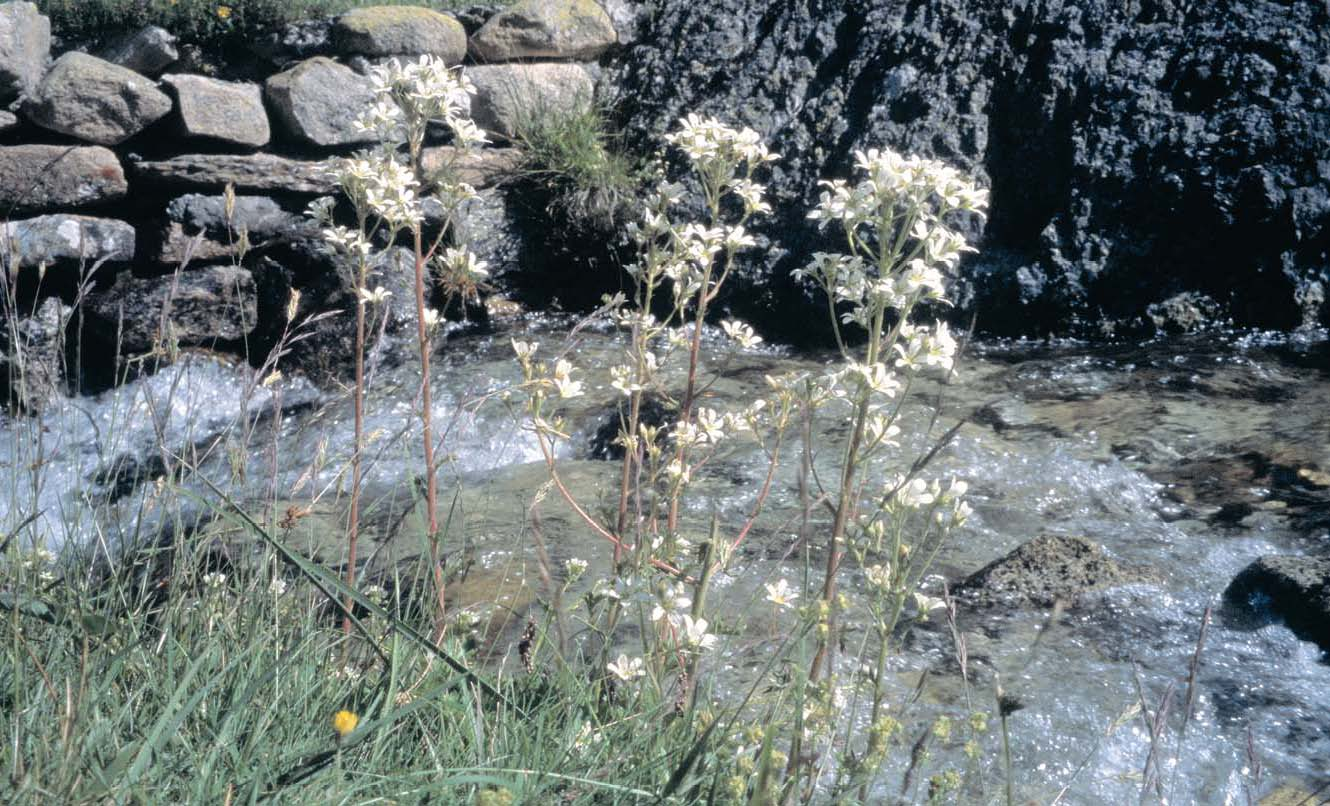
En su hábitat

## Descripción
Es una planta perenne, densamente cespitosa, que alcanza a cubrir en ocasiones superficies de más de 1 m² por medio de cortos estolones. Tiene tallos floríferos muy robustos, de hasta 7 mm de diámetro y 60 cm de longitud, terminales. Hojas basales  carnosas, cubiertas principalmente de pelos glandulíferos, con 3 partes —la central 4-20(30) x 3-15(25) mm—, a su vez divididas en 5-10 lóbulos heterogéneos en tamaño; pecíolo claramente diferenciado, de longitud 1-2 veces mayor que la de la lámina, de menos de 1 mm de anchura en la parte media, sin surco; hojas de los tallos floríferos 2-7, similares a las basales. Inflorescencia en panícula, de tipo corimbiforme; brácteas inferiores similares a las hojas basales, las superiores menos divididas; pie de la inflorescencia generalmente de longitud menor que la de ésta. Fruto oblongo. Semillas irregulares, lisas. Tiene un número de cromosomas de 2n =  66.

## Distribución
Se distribuye por los arroyos y manantiales de agua fría, en substrato ácido; a una altitud de (1600)1700-2700 m. en los Pirineos central y oriental. 

## Taxonomía
Saxifraga aquatica fue descrita por Philippe-Isidore Picot de Lapeyrouse y publicado en Fl. Pyren. t. 28. 1795.
Etimología
Saxifraga: nombre genérico que viene del latín saxum, ("piedra") y frangere, ("romper, quebrar"). Estas plantas se llaman así por su capacidad, según los antiguos, de romper las piedras con sus fuertes raíces. Así lo afirmaba Plinio, por ejemplo.
aquatica: epíteto latino que significa "acuática". 
Híbridos
- Saxifraga x capitata[4]